# Karl Drewes
Karl Drewes (* 15. August 1895 in Wilhelmshaven; † 30. August 1958 in Oldenburg) war ein Offizier in der Luftwaffe der Wehrmacht.

## Leben
Drewes trat am 15. August 1914 in das kaiserliche Heer ein und diente im Ersten Weltkrieg in der Infanterie und später in der Fliegertruppe. Am 3. Dezember 1915 wurde er zum Leutnant befördert.
Seit 1. November 1933 diente er in der getarnten, noch im Aufbau befindlichen Luftwaffe als Hauptmann und Lehrer an der Großen Kampffliegerschule (KFS) in Jüterbog und Tutow. Ab 1. November 1935 war er Major und Kompanie-Chef der Fliegerhorst-Kompanie der Flugzeugführerschule Dresden. Im Jahre 1938 war er Flugzeugführer im Kampfgeschwader 138 „Hindenburg“. Nachdem er auf diesem Posten zum 1. August 1938 zum Oberstleutnant befördert wurde, übernahm er 1939 die Aufgabe als Kommandant der Fliegerhorst-Kommandantur Stendal. Nachdem am 26. August 1939 in Stendal das Kampfgeschwader z.b.V. 1 neu aufgestellt wurde, übernahm er den Posten eines Staffelkapitäns und später den des Gruppenkommandeurs der II. Gruppe. Von November 1939 bis September 1940 war er Geschwaderkommodore des Kampfgeschwaders z.b.V. 2. Nachdem er ab 12. Dezember 1940 die Fliegerschule der Luftwaffe in Jesau leitete, wurde er am 1. April 1941 zum Oberst ernannt. Am 24. März 1942 übernahm er das Kampfgeschwader z.b.V. 2 als Geschwaderkommodore, bevor er im Dezember 1942 Kommandeur des Luftwaffen-Jäger-Regiments 35 der 18. Luftwaffen-Feld-Division wurde. Aber schon am 1. Januar 1943 übernahm er das Amt eines Geschwaderkommodore des Kampfgeschwader z.b.V. 1, später umbenannt in Transportgeschwader 1. Nachdem er am 1. Oktober 1944 zum Generalmajor ernannt wurde, übernahm er am 9. Januar 1945 den Posten eines Kommandanten Koflug 3/III, den er bis Kriegsende ausfüllte. Er geriet am 8. Mai 1945, nach der bedingungslosen Kapitulation der Wehrmacht in alliierte Kriegsgefangenschaft, aus der er am 7. Juli 1947 wieder entlassen wurde.